# Bobbie Heine-Miller
Esther Annie Laurie (Bobbie) Heine-Miller née Heine (Greytown, 5 december 1909 – Canberra, 31 juli 2016) was een tennisspeelster uit Zuid-Afrika.
Samen met Irene Bowder-Peacock won zij Roland Garros in het dubbelspel in 1927. In datzelfde jaar bereikte zij met Bowder-Peacock ook de finale op Wimbledon. Haar beste resultaten in het enkelspel zijn een halve finale op Roland Garros in 1927 en een kwartfinale op Wimbledon in 1929.
Op 6 april 1931 trad zij in Winterton in de provincie Natal in Zuid-Afrika in het huwelijk met James Henry (Harry) Knipe Miller. Het echtpaar kreeg een dochter en een zoon. Rond het einde van de Tweede Wereldoorlog overleed Harry Miller als gevolg van een mislukte medische ingreep.
Met het doel om nogmaals aan Wimbledon te kunnen deelnemen reisde Heine-Miller in 1947 per vliegtuig richting Europa. Dit vliegtuig verongelukte echter boven Egypte, maar alle inzittenden overleefden. Haar tennisuitrusting was daarbij verloren gegaan, en van verdere deelname aan het internationale tennis is het niet meer gekomen.
Op 19 september 1948 trad zij in Durban opnieuw in het huwelijk, en wel met William Ritchie Davie.
In 1978 emigreerde Heine-Miller naar Australië, om dichter bij haar kinderen te kunnen zijn.
In 2016, op de leeftijd van 106, was zij een van de oudste inwoners van Canberra.
Ze overleed uiteindelijk op 31 juli van datzelfde jaar.

## Resultaten grandslamtoernooien
| Legenda | Legenda                          |
| ------- | -------------------------------- |
| g.t.    | geen toernooi gehouden           |
| l.c.    | lagere categorie                 |
| –       | niet deelgenomen                 |
| G       | uitgeschakeld in de groepsfase   |
| 1R      | uitgeschakeld in de eerste ronde |
| 2R      | uitgeschakeld in de tweede ronde |
| 3R      | uitgeschakeld in de derde ronde  |
| 4R      | uitgeschakeld in de vierde ronde |
| KF      | uitgeschakeld in de kwartfinale  |
| HF      | uitgeschakeld in de halve finale |
| F       | de finale verloren               |
| W       | het toernooi gewonnen            |
| w-v     | winst/verlies-balans             |

### Enkelspel
| Australian Open | –  | –  | –  |
| Roland Garros   | HF | KF | –  |
| Wimbledon       | 3R | KF | 4R |
| US Open         | –  | –  | –  |

### Vrouwendubbelspel
| Australian Open | – | –  | –  |
| Roland Garros   | W | F  | –  |
| Wimbledon       | F | 1R | HF |
| US Open         | – | –  | –  |

### Gemengd dubbelspel
| Toernooi        | 1929 |
| --------------- | ---- |
| Australian Open | –    |
| Roland Garros   | 3R   |
| Wimbledon       | –    |
| US Open         | –    |